# Найт, Стерлинг
Стерлинг Сэндмэн Найт (англ. Sterling Sandmann Knight) — американский актёр, гитарист, комик и певец. Он стал известным благодаря главным ролям в таких фильмах, как «Папе снова 17» с Заком Эфроном, в сериале «Дайте Санни шанс» в роли Чеда Дилана Купера с Деми Ловато, в «Звёздной болезни» в роли Кристофера Уайлда.

## Биография
Стерлинг Найт родился 5 марта 1989 года в Хьюстоне, штат Техас. У него есть сестра, Саманта Скарлетт и брат Спенсер Шуга. Он увлекается игрой в гольф, сноубордингом, а также игрой на гитаре. В качестве гитариста Стерлинг со своим другом Мэттом Шайвли (англ. Matt Shively) сформировал группу на YouTube под названием «Connecting Channels» (в данном случае это каналы Дисней и Nickelodeon).

## Карьера
Стерлинг начал свою карьеру на сцене в местных постановках. Он дебютировал в незначительных ролях в постановках Calm, Career Day, and Hi-Jinks.
Первую роль на канале Дисней Найт получил в 2007 году в эпизоде сериала «Ханна Монтана», где он сыграл Лукаса. Позже в этом же году, Найт появился в двух эпизодах телесериала «Ищейка».
В 2008 году Найт появился в телесериалах «Из головы Джимми» (англ. Out of Jimmy's Head) и «Анатомия страсти».
В 2009 году Найт получил роль Чеда Дилана Купера в сериале «Дайте Санни шанс» вместе с Деми Ловато. Его дебют в кино состоялся в фильме «Папе снова 17» где он играл Алекса, сына главного героя.
В 2010 году Найт играл главного героя Кристофера Уайлда в оригинальном кино канала Дисней, «Звёздная болезнь». К актёрскому составу фильма он попал одним из последних, поэтому практически все песни были записаны и исполнены Дрю Райаном Скоттом. Следующим проектом Найта был фильм «Элли: Современная сказка о Золушке» с Эшли Хьюитт, где он играет Тая Паркера.
В 2011 году он вновь сыграл роль Чеда Дилана Купера в комедийном скетч-шоу «Как попало!». Шоу не было продлено на второй сезон.
В 2013—2015 годах он играл Зандера Карлсона в сериале «Мелисса и Джоуи».

## Личная жизнь
В ноябре 2014 года начал встречаться с актрисой Айлой Келл, с которой познакомился на съёмках телесериала «Мелисса и Джоуи». В октябре 2018 года пара объявила о помолвке.

## Фильмография
| Год       | Название фильма                        | Роль                | Примечание   |
| --------- | -------------------------------------- | ------------------- | ------------ |
| 2005      | Calm                                   | Skater Boy          |              |
| 2006      | Career Day                             | Бен Тайлор          |              |
| 2006      | Hi-Jinks                               | Brendan             | 1 эпизод     |
| 2007      | Ханна Монтана                          | Лукас (Парень Лили) | 1 эпизод     |
| 2007      | Ищейка                                 | Grady Reed          | 2 эпизода    |
| 2008      | Out of Jimmy’s Head                    | Brad                | 1 эпизод     |
| 2008      | Анатомия страсти                       | Kip                 | 2 эпизода    |
| 2008      | Disney Channel’s Totally New Year 2008 | Сам себя            |              |
| 2009      | Zack Goes Back                         | Сам себя            |              |
| 2009      | Папе снова 17                          | Алекс               |              |
| 2009      | Leo Little’s Big Show                  | Сам себя            |              |
| 2009      | Disney Channel New Year Star Showdown  | Сам себя            |              |
| 2009      | Гари, тренер по теннису                | теннисист           |              |
| 2009—2010 | Шоу Бонни Хант                         | Сам себя            | 2 эпизода    |
| 2009-2011 | Дайте Санни шанс                       | Чед Дилан Купер     | Главная роль |
| 2010      | Звёздная болезнь                       | Кристофер Уайлд     | Главная роль |
| 2010      | Привилегии богатых девчонок            | Soph 1              |              |
| 2010      | Элли: История современной золушки      | Тай Паркер          | Главная роль |
| 2011      | Маппеты                                | Сам себя            |              |
| 2011—2012 | Как попало!                            | Чед Дилан Купер     | Главная роль |
| 2012      | Транзит                                | Шейн                | Главная роль |
| 2013      | Классный ниндзя                        |                     | озвучка      |
| 2013—2015 | Мелисса и Джоуи                        | Зандер Карлсон      | 31 эпизод    |
| 2014      | The Hotwives of Orlando                | Билли               |              |
| 2016      | Полон дом                              | Нэйт                |              |
| 2016      | Мина начинает тикать                   | Крис                |              |
| 2016      | It Snows All The Time                  | Арт                 |              |
| 2016      | Danny Boy                              | Дэнни               |              |
| 2016      | Career Day                             | Бэн Тейлор          |              |
| 2017      | In The Rough                           | Кэмерон Фулбрайт    |              |
| 2017      | Different Flowers                      | Чарли               |              |
| 2017      | Человек с Земли: Голоцен               | Филлип              |              |
| 2020      | Кэти Кин                               | Рэнди ван Ронсон    |              |

## Музыкальные клипы
| Год  | Клип                           | Роль                                      | Примечания                     |
| ---- | ------------------------------ | ----------------------------------------- | ------------------------------ |
| 2008 | «La La Land»                   | Shopping with Tiffany Thornton, Paparazzi | Музыкальный клип Деми Ловато   |
| 2010 | «Something About the Sunshine» | Сам себя                                  | Музыкальный клип Анны Маргарет |
| 2010 | «Starstruck»                   | Кристофер Уайлд                           | Роль в фильме(главная роль)    |
| 2010 | «Got to Believe»               | Кристофер Уайлд                           | Роль в фильме (главная роль)   |

## Награды и номинации
| Год  | Награда                  | Категория                            | Фильм            | Результат |
| ---- | ------------------------ | ------------------------------------ | ---------------- | --------- |
| 2010 | Teen Choice Awards       | Актёр комедийного сериала            | Дайте Санни шанс | Номинация |
| 2010 | Hollywood Teen TV Awards | Лучший молодой актёр: комедия        | Дайте Санни шанс | Победа    |
| 2011 | People’s Choice Awards   | Любимый телевизионный семейный фильм | Звёздная болезнь | Номинация |